# Mercedes-Benz RENNtech E7.4RS
Mercedes-Benz RENNtech E7.4RS — легковой автомобиль от компании Mercedes-Benz на базе модели W210, претерпевший модификацию от тюнинг-ателье RENNtech. Был назван самым быстрым седаном в мире по версии журнала «Car and Driver» в 1996 году.

## История
Модель W210 пришла на смену Mercedes-Benz W124 в 1995 году. Е-класс W210 — автомобиль с несущим кузовом, классической компоновки: двигатель спереди, привод на задние колеса.
В 1996 году тюнинг-ателье RENNtech произвела модификацию модели W210 E320, которая получила название Mercedes-Benz RENNtech E7.4RS. Автомобиль получил мощный V12 двигатель с алюминиевыми блоками и головками рабочим объёмом в 7414 см3 и мощностью 620 лошадиных сил. На автомобиль были установлены 265/35ZR-18 передние и 285/30ZR-18 задние диски. Стоимость E7.4RS составляла 290,000$.
В 1996 году Mercedes-Benz RENNtech E7.4RS был назван самым быстрым дорожным седаном в мире по версии журнала «Car and Driver».

## Технические характеристики
Автомобиль Mercedes-Benz RENNtech E7.4RS обладает следующими характеристиками:
- Двигатель: 7414 см3, V12
- Степень сжатия: 10.0:1
- Система управления двигателем: 2 Bosch Motronic ME 1.0/RENNtech с топливным впрыском
- Мощность: 462,3 кВт / 620 л.с. @ 5800 об./мин.[1]
- Крутящий момент: 847,4 Н·м @ 4600 об./мин.
- Максимальная скорость: 198 миль/час (318,7 км/ч)[1]
- Разгон 0-60 миль/час: 3.9 сек.
- Разгон 0-100 миль/час: 8.6 сек.
- Разгон 0-180 миль/час (273,5 км/ч): 28.7 сек.
- Масса: 1843 кг
- Тормозная система: вентилируемые дисковые тормоза

В стандартную комплектацию автомобиля также вошли люк на крыше, усилитель руля, круиз-контроль, обогреватель заднего стекла, отклоняемый руль, Mercedes-Benz AM/FM стерео-радио/6-дисковый CD-чейнджер.

## Статьи
- Steven Cole Smith. Bad-ass Mercedes: We give RENNTech a Mercedes E320 with 40,000 miles on it, and we get back a screaming V-12 beast. // Car and Driver. — 1996. — Т. 44, № 6. — С. 46-51.